# Bōkun Habanero

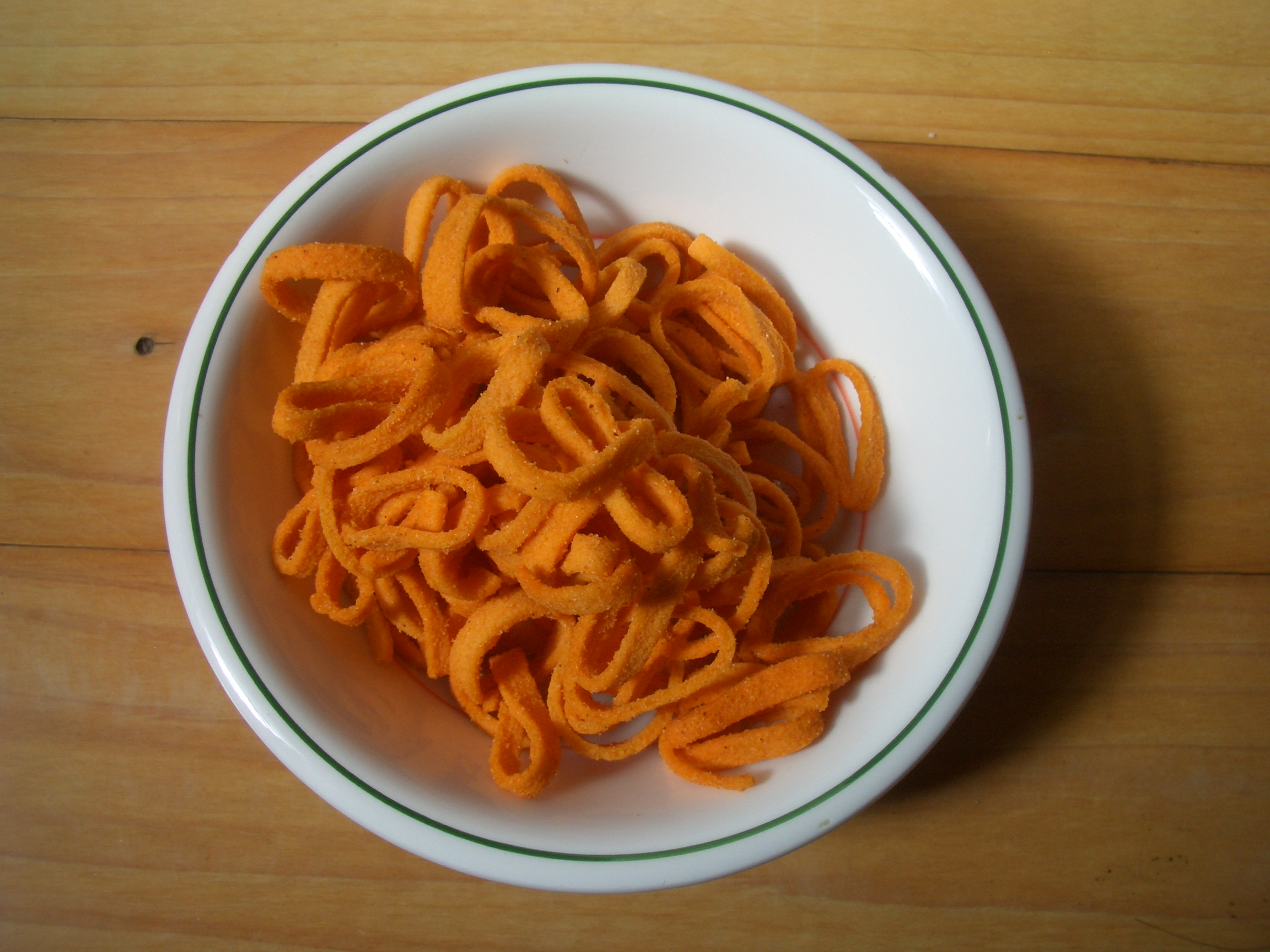
Bōkun Habanero.

El Bōkun Habanero es un aperitivo japonés fabricado por Tohato. El nombre significa ‘Tirano Habanero’, siendo éste el nombre de uno de los pimientos más picantes del mundo, y un juego de palabras con el «Tirano Nerón».
El aperitivo consiste en aros de patata, y es moderadamente picante para los estándares japoneses. Sus ingredientes son: patata en polvo y escamas, almidón de patata, aceite vegetal, guindilla en polvo, sal, azúcar, cebolla en polvo, glucosa, ajo en polvo, pollo en polvo, extracto de levadura y salsa de habanero.
En el envase aparece el Tirano Habanero original, un pimiento picante con gesto sádico. La versión bebîta lleva a su hermana menor, y la bebinero a un tirano más joven.

## Variedades
- Bōkun Habanero, guindilla
- Itoshi no Bebîta, cerdo, pollo y verdura
- Bōkun habapî, mezcla del original y cacahuetes
- Bōkun bebinero, guindilla y caldo de pollo con mahonesa